# Pacomi I
Pacomi I (en grec Παχώμιος Α') va ser patriarca de Constantinoble de l'any 1503 al 1513, excepte durant un petit període l'any 1504.
Després del seu nomenament l'any 1503, els seus enemics, partidaris de Joaquim I, van aconseguir la seva deposició per no poder fer front als pagaments que la seu tenia establerts, i Joaquim va aportar els diners necessaris per subornar al sultà. Quan Joaquim va morir el mateix 1504, Pacomi va tornar a ocupar el càrrec, i va visitar diversos països, entre ells Valàquia i Moldàvia, per tal de recollir diners per al patriarcat. Quan retornava a la capital després d'un dels seus viatges, va ser enverinat pel seu servent i va morir a Constantinoble l'any 1513.